# Dolcè
Dolcè é uma comuna italiana da região do Vêneto, província de Verona, com cerca de 2.195 habitantes. Estende-se por uma área de 39,41 km², tendo uma densidade populacional de 56 hab/km². Faz fronteira com Avio (TN), Brentino Belluno, Fumane, Rivoli Veronese, Sant'Ambrogio di Valpolicella, Sant'Anna d'Alfaedo.

## Demografia
| Variação demográfica do município entre 1861 e 2011                               |
|                                                                                   |
| Fonte: Istituto Nazionale di Statistica (ISTAT) - Elaboração gráfica da Wikipedia |